# Decatopseustis cataphanes
Decatopseustis cataphanes är en fjärilsart som beskrevs av Ralph S. Common 1958. Decatopseustis cataphanes ingår i släktet Decatopseustis och familjen stävmalar. Inga underarter finns listade i Catalogue of Life.